# Francesca Bortolotto Possati
Francesca Bortolotto Possati là một doanh nhân người Ý, tác giả, nhà thiết kế nội thất, nhà từ thiện và chủ khách sạn.
Cô là giám đốc điều hành của tập đoàn khách sạn Bauer ở Venezia và là cháu gái của Arnaldo Bennati, một thợ đóng tàu Liguria đã mua khách sạn Bauer vào năm 1930.
Cô là nữ CEO duy nhất tại thành phố Venice tính đến năm 2008 Là người gốc Venezia, cô cũng đã tham gia vào đời sống văn hóa của thành phố trong nhiều năm.

## Đầu đời
Bortolotto Possati được nuôi dưỡng ở Venice và chuyển đến Hoa Kỳ vào năm 1982 với người chồng sau đó, Marco Possati. Trong thời gian ở Mỹ, cô sống ở Texas, Michigan và New York và cô đã kiếm được hai bằng tiếng Anh.

## Cuộc sống kinh doanh
Sau khi học, cô định cư ở New York một thời gian, nơi cô trở thành một nhà tư vấn độc lập cho các nhà thiết kế và trang trí nội thất.
Khi trở về Venice vào cuối những năm 1990, cô bắt đầu một công ty bất động sản, nhưng ngay sau đó nắm quyền kiểm soát các khu nhà của gia đình tại khách sạn Bauer.

## Cuộc sống cộng đồng
Cũng là một chủ khách sạn, Bortolotto Possati là một nhân vật của công chúng và là người bảo trợ của nghệ thuật, đặc biệt tập trung vào Venice. Cô là thành viên của hội đồng Save Venice Inc., một nền tảng dành riêng cho việc khôi phục các công trình kiến trúc và nghệ thuật quan trọng ở Venice.
Cô tài trợ cho Không gian Dự án Zuecca (một khu vực phi lợi nhuận trên đảo Giudecca, nơi tổ chức các triển lãm nghệ thuật và sự kiện kết hợp với cộng đồng nghệ thuật địa phương và quốc tế).
Bortolotto Possati trao Giải thưởng Ca 'Foscari tại lễ hội văn học quốc tế của Venice.
Cô đã xuất bản một cuốn sách hướng dẫn, Kỷ niệm tại Venice, đồng tác giả bởi Csaba dalla Zorza.
Bortolotto Possati phục vụ trong hội đồng quản trị Altagamma, công nhận các công ty Ý đã đạt được danh tiếng quốc tế.

## Cuộc sống cá nhân
Bortolotto Possati đã ly dị với chồng, Marco Possati, vào năm 1993; cô vẫn chưa lập gia đình. Cô có hai con, Alessandro và Olimpia.